# スカパフロー (1924年生まれの競走馬)
スカパフロー（Scapa Flow、1924-1928）は、アメリカのサラブレッド競走馬で、1926年にユナイテッドステーツホテルステークスやフューチュリティステークスに優勝し、その年のチャンピオン2歳牡馬に選出された。父馬はマンノウォーである。しかし、1928年のブルックリンハンデキャップの競走中に故障し、そのまま予後不良となった。

## 全米2歳牡馬チャンピオンとなる
スカパフローはウォルター・M・ジェフォーズ夫妻（Mr. and Mrs. Walter M. Jeffords）の生産馬・所有馬である。2歳（1926年）のとき、ニューヨーク州サラトガ・スプリングズのユニオンアベニューにあるサラトガ競馬場で、第43回ユナイテッドステーツホテルステークス、賞金11,525ドル、距離6ハロン（約1207メートル））に出走した。騎手はフランク・コルティレッティ。好スタートから先頭に立ったスカパフローがそのまま押し切った。2ハロン（約402メートル）の通過タイムは23秒3⁄5、4ハロンの通過タイムは47秒1⁄5で、優勝タイムは1分14秒2⁄5だった。この勝利でスカパフローはアメリカの一流2歳馬と認められるようになった。
その後8月に、モートン・シュワルツがスカパフローを10万ドルで買いたいとオファーを出した。しかしジェフォーズ夫妻はいかなる値段をつけようともスカパフローは手放さないと断った。
スカパフローはこの年6戦3勝、ユナイテッドステーツホテルステークスのほかフューチュリティステークスに勝ち、サラトガスペシャルステークス2着、ホープフルステークス3着などの成績を残している。8万ドルあまりを稼いでアメリカの2歳牡馬チャンピオンに選出された。

## 古馬時代
スカパフローは、3歳になった1927年には4戦1勝しかしておらず、その年の獲得賞金も1,150ドルにとどまっている。4歳になると8戦1勝2着3回（トボガンハンデキャップ、ディキシーハンデキャップ、ハーフォードハンデキャップ）、3着3回（サバーバンハンデキャップ、フィラデルフィアハンデキャップ、メトロポリタンハンデキャップ）の成績で、1万ドルあまりを稼いだものの、6月のレース中に死んでしまった。
1928年4月16日、4歳のスカパフローはメリーランド州ハバディグレイスで行われたハーフォードハンデキャップ（Harford Handicap、6ハロン）に本命で出走し、半馬身差で2着に敗れた。勝った馬は大穴のロックマン（Rock Man）という馬だった。
このあとスカパフローは、ベルモントパーク競馬場のメトロポリタンハンデキャップに出た。スカパフローは3対1（4倍）の人気になったが、雨で馬場が悪化し、3着に敗れた。勝ったのはマーシャル・フィールド3世所有の牝馬ニンバ（Nimba）で、倍率は12対1（13倍）。2着には倍率13対5（3.6倍）のチャンスショット、W・アヴェレル・ハリマン所有）で、スカパフローは4馬身離れた3着だった。
1928年6月17日、ブルックリンハンデキャップのレース中に故障し、予後不良となった。

## 血統表
| Scapa Flowの血統               | Scapa Flowの血統             | Scapa Flowの血統             | （血統表の出典）             | （血統表の出典） |
| 父系                           | マンノウォー系               | マンノウォー系               | マンノウォー系               | [ § 2 ]          |
| 父 Man o' War 1917 栗毛        | 父の父Fair Play 1905 栗毛    | Hastings                     | Spendthrift                  | Spendthrift      |
| 父 Man o' War 1917 栗毛        | 父の父Fair Play 1905 栗毛    | Hastings                     | Cinderella                   |                  |
| 父 Man o' War 1917 栗毛        | 父の父Fair Play 1905 栗毛    | Fairy Gold                   | Bend Or                      | Bend Or          |
| 父 Man o' War 1917 栗毛        | 父の父Fair Play 1905 栗毛    | Fairy Gold                   | Dame Masham                  |                  |
| 父 Man o' War 1917 栗毛        | 父の母Mahubah 1910 鹿毛      | Rock Sand                    | Sainfoin                     | Sainfoin         |
| 父 Man o' War 1917 栗毛        | 父の母Mahubah 1910 鹿毛      | Rock Sand                    | Roquebrune                   |                  |
| 父 Man o' War 1917 栗毛        | 父の母Mahubah 1910 鹿毛      | Merry Token                  | Merry Hampton                | Merry Hampton    |
| 父 Man o' War 1917 栗毛        | 父の母Mahubah 1910 鹿毛      | Merry Token                  | Mizpah                       |                  |
| 母 Florence Webber 1916 黒鹿毛 | 母の父Peep o'Day 1893 鹿毛   | Ayrshire                     | Hampton                      | Hampton          |
| 母 Florence Webber 1916 黒鹿毛 | 母の父Peep o'Day 1893 鹿毛   | Ayrshire                     | Atalanta                     |                  |
| 母 Florence Webber 1916 黒鹿毛 | 母の父Peep o'Day 1893 鹿毛   | Sundown                      | Springfield                  | Springfield      |
| 母 Florence Webber 1916 黒鹿毛 | 母の父Peep o'Day 1893 鹿毛   | Sundown                      | Sunshine                     |                  |
| 母 Florence Webber 1916 黒鹿毛 | 母の母Delft 1911 黒鹿毛      | Burgomaster                  | Hamburg                      | Hamburg          |
| 母 Florence Webber 1916 黒鹿毛 | 母の母Delft 1911 黒鹿毛      | Burgomaster                  | Hurley Burley                |                  |
| 母 Florence Webber 1916 黒鹿毛 | 母の母Delft 1911 黒鹿毛      | Blue Girl                    | Sir Dixon                    | Sir Dixon        |
| 母 Florence Webber 1916 黒鹿毛 | 母の母Delft 1911 黒鹿毛      | Blue Girl                    | Bonnie Blue                  |                  |
| 母系(F-No.)                    | (FN:4-m)                     | (FN:4-m)                     | (FN:4-m)                     | [ § 3 ]          |
| 5代内の近親交配                | Hampton 4×5、Springfield 4×5 | Hampton 4×5、Springfield 4×5 | Hampton 4×5、Springfield 4×5 | [ § 4 ]          |
| 出典                           | 1. 2. 3. 4.                  | 1. 2. 3. 4.                  | 1. 2. 3. 4.                  | 1. 2. 3. 4.      |

### 訳注
1. ↑  サラトガ・スプリングズはニューヨーク市から北に250kmほどの位置にある保養地である。温泉を中心とした高級保養地として発展、ニューヨーク市からサラトガ・スプリングズまで鉄道が敷かれ、ニューヨークの富裕層が集まる場所となった。19世紀には世界最大級の高級ホテルが次々と建てられた。なかでも、サラトガ・スプリングズを開拓した人物が創業者のグランドユニオンホテルと、これに張り合ったユナイテッドステーツホテルが有名である。富裕な客に滞在中の娯楽を提供するためにサラトガ競馬場が建設されると、サラトガ・スプリングズの高級ホテルは、自らがスポンサーとなって賞金を提供し、この競馬場に自分たちのホテル名を冠した大レースを創設した。グランドユニオンホテルステークスとユナイテッドステーツホテルステークスがその代表格である。19世紀の終わり頃、ニューヨーク市が賭博禁止法を施行すると、市内の競馬場が軒並み閉鎖になった。金持ちのニューヨーカーは、禁止法が及ばないサラトガ・スプリングズの競馬場に集い、サラトガ競馬場の大レースの賞金は跳ね上がった。20世紀の初頭には賞金が1万ドルを超すようになり、当時のアメリカを代表する高額賞金競走となっていた。
2. ↑  フランク・コルティレッティ（1904-1987）はアメリカで騎手として1919年から1934年のあいだに667勝をあげた。1970年に名誉の殿堂入りを果たしている。
3. ↑  1891年にモリスパーク競馬場（英語版）で創設された競走